# Julio Antonio Elícegui
Julio Antonio Elícegui Cans (Castejón, 5 dicembre 1910 – La Coruña, 31 agosto 2001) è stato un calciatore spagnolo.
In attività giocava nel ruolo di attaccante. 
Con l'Atlético Aviación vinse una Liga (1940). Nella stagione 1934-35 mise a segno 49 reti tra campionato regionale, Primera División e Coppa di Spagna.